# Lista de primatas ameaçados do Brasil

O muriqui-do-norte (Brachyteles hypoxanthus) é uma espécie criticamente em perigo e protegida por reservas particulares no Brasil.

O Brasil é o país com maior número de primatas do mundo, e dos cerca de 624 taxa de primatas existentes, 133 espécies e subespécies ocorrem em território brasileiro, representando 21% dos primatas conhecidos. Esses taxa estão distribuídos em 4 famílias, correspondendo a todas as famílias de macacos do Novo Mundo. Todos os gêneros de primatas do Novo Mundo ocorrem no país, e alguns são endêmicos, como os gêneros Brachyteles, Leontopithecus, Callithrix e Callibella. Cerca de 10 espécies foram descritas desde 1995. A lista atual (datada de 2003) de espécies ameaçadas do Brasil foi tornada oficial pelo Ministério do Meio Ambiente (MMA) e considera 26 espécies e subespécies de primatas brasileiros como em algum grau de ameaça. A lista anterior, do Instituto Brasileiro do Meio Ambiente e dos Recursos Naturais Renováveis (IBAMA), datada de 1989, contava com cerca de 27 espécies e subespécies. Das 4 famílias de primatas sul-americanos reconhecidas por Groves (2005), somente a família Aotidae (macacos-da-noite) não possui espécies em perigo de extinção.
Proporcionalmente, os primatas e os carnívoros são os mamíferos brasileiros mais ameaçados: isso se deve, no caso dos primatas, ao fato de que todos possuem hábitos predominantemente florestais, o que os tornam pouco tolerantes à destruição das florestas. A maior parte dos primatas ameaçados ocorrem na Mata Atlântica (15 espécies), que é o bioma mais fragmentado e alterado no Brasil. O restante das espécies ocorrem na Amazônia, que possui ainda grandes porções de floresta: entretanto, deve-se salientar que as espécies mais ameaçadas dessa região se encontram no leste e sul amazônicos, no chamado "arco do desflorestamento", região com as maiores taxas de desmatamento e ocupação humana na Amazônia. Observando-se tais dados, fica evidente que a perda e fragmentação do habitat é a maior ameaça aos macacos brasileiros. Deve-se salientar, que as espécies que ocorrem na Mata Atlântica foram melhor estudadas que as da Amazônia, e isso pode ter relação com o maior número de espécies listadas desse bioma. A caça, principalmente na Amazônia e regiões do Nordeste Brasileiro, é uma grave ameaça para as espécies de porte maior, como os macacos-aranhas (Ateles), macacos-barrigudos (Lagothrix), muriquis (Brachyteles) e os bugios (Alouatta). O efeito da caça é maximizado em regiões altamente fragmentadas, realidade que faz parte de toda a região da Mata Atlântica. Algumas espécies, principalmente algumas de saguis e os micos-leões, possuem distribuição geográfica muito restrita, e em áreas de intensa ocupação humana, o que agrava seu estado de conservação.
Visto o número relativamente grande de espécies de primatas em extinção, existem iniciativas na conservação desses animais. A criação de unidades de conservação que abrigam populações de espécies ameaçadas são importantes iniciativas governamentais em âmbito nacional e estadual na preservação dos macacos brasileiros. A criação de reservas particulares também são importantes. Essas iniciativas possuem resultados promissores, principalmente para espécies da Mata Atlântica, como o muriqui-do-norte (Brachyteles hypoxanthus). Organizações Não-Governamentais têm providenciado fundamental apoio na conservação de algumas espécies, como o mico-leão-dourado (Leontopithecus rosalia), o mico-leão-de-cara-preta (L. caissara) e o mico-leão-preto (L. chrysopygus). Ademais, os estudos sobre hábitos alimentares, abundância, e outros estudos ecológicos de longa duração permitem a aplicação de ações conservacionistas mais eficientes, como a translocação, reintrodução e reprodução em cativeiro. A educação ambiental é outra ação conservacionista de grande importância, pois o apoio das comunidades locais tem se mostrado preponderante no sucesso de qualquer proposta de preservação de fauna e flora. O melhor exemplo de sucesso, unindo todos esses tipos de esforços conservacionistas, é a preservação do mico-leão-dourado (Leontopithecus rosalia).
Na elaboração das duas últimas listas, foram utilizados as categorias e critérios adotados pela União Internacional para a Conservação da Natureza e dos Recursos Naturais. Deve-se salientar, porém, que algumas espécies consideradas ameaçadas em âmbito mundial pela IUCN atualmente, não constam na lista do Ministério do Meio Ambiente. É o caso, por exemplo, do macaco-prego-galego (Cebus (Sapajus) flavius), considerado "criticamente em perigo" e já listado como um dos 25 primatas mais ameaçados do mundo; do cuxiú-de-nariz-branco (Chiropotes albinasus) e das três espécies de macacos-barrigudos (Lagothrix). Isso se deve pois após a publicação do MMA em 2003, a IUCN criou uma lista mais atualizada em 2008. Além disso, alguns graus de ameaça podem ser diferentes se comparar a lista do IBAMA e da IUCN, razão pela qual essa lista cita as duas fontes.
A seguinte lista foi baseada no Volume 2 do Livro Vermelho da Fauna Brasileira Ameaçada de Extinção, no capítulo referente aos mamíferos brasileiros ameaçados de extinção.

## Lista de primatas ameaçados - MMA (2003)
| Espécie          | Nomes populares e científicos da espécie, incluindo imagem, se disponível                |
| Ocorrência       | Estados em que a espécie ocorre no Brasil                                                |
| Listas estaduais | Estado de conservação em listas de espécies ameaçadas de Estados brasileiros disponíveis |
| Estado no MMA    | Estado de conservação da espécie, segundo dados da lista do MMA                          |
| Estado na IUCN   | Estado de conservação da espécie, baseando-se nos últimos dados da IUCN                  |
| Ameaças          | Principais ameaças segundo o Livro Vermelho da Fauna Brasileira Ameaçada de Extinção     |

| Espécie                                        | Ocorrência                              | Listas estaduais                                     | Estado no MMA          | Estado na IUCN         | Ameaças |
| ---------------------------------------------- | --------------------------------------- | ---------------------------------------------------- | ---------------------- | ---------------------- | --- |
| Bugio-marrom-do-norte Alouatta guariba guariba | Bahia, Minas Gerais, Espírito Santo     | Minas Gerais (CR)                                    | Criticamente em perigo | Criticamente em perigo | - destruição e fragmentação da Mata Atlântica - monoculturas de Eucalyptus - caça ("carne de caça") - captura vivo (comércio de animais de estimação) - queimadas                                                       |
| Guariba-de-mãos-ruivas Alouatta ululata        | Maranhão, Piauí, Ceará                  | Não consta                                           | Criticamente em perigo | Em perigo              | - distribuição geográfica restrita - intensa fragmentação e destruição de habitat - caça ("carne de caça") |
| Coatá-branco Ateles belzebuth                  | Roraima, Amazonas                       | Não consta                                           | Vulnerável             | Em perigo              | - destruição de habitat por conta de frentes de "colonização" e indústria madeireira - baixa taxa reprodutiva - caça ("carne de caça")                                                                                  |
| Coatá-de-testa-branca Ateles marginatus        | Pará, Mato Grosso                       | Pará (VU)                                            | Em perigo              | Em perigo              | - destruição do habitat (aumento crescente do cultivo de soja, indústria madeireira, criação de gado bovino) - caça ("carne de caça") - construção de estradas (Transamazônica e Santarém-Cuiabá)                       |
| Muriqui-do-sul Brachyteles arachnoides         | São Paulo, Minas Gerais, Rio de Janeiro | São Paulo (EN) Rio de Janeiro (CR) Minas Gerais (EN) | Em perigo              | Em perigo              | - perda e fragmentação de habitat - caça predatória ("carne de caça") - carência de infra-estrutura de unidades de conservação da espécie e de educação ambiental de moradores de locais próximos - extração de palmito |
| Muriqui-do-norte Brachyteles hypoxanthus       | Minas Gerais, Espírito Santo, Bahia     | Espírito Santo (CR) Minas Gerais (EN)                | Criticamente em perigo | Criticamente em perigo | - intensa fragmentação do habitat (reduzido a menos de 5%) - caça ("carne de caça") - doenças transmitidas pelo homem e animais domésticos                                                                              |

| Espécie                                              | Ocorrência                              | Listas estaduais                                     | Estado no MMA          | Estado na IUCN         | Ameaças |
| ---------------------------------------------------- | --------------------------------------- | ---------------------------------------------------- | ---------------------- | ---------------------- | --- |
| Sagui-da-serra-escuro Callithrix aurita              | São Paulo, Minas Gerais, Rio de Janeiro | Minas Gerais (EN) São Paulo (VU) Rio de Janeiro (VU) | Vulnerável             | Vulnerável             | - destruição e fragmentação da Mata Atlântica, principalmente ao longo do vale do rio Paraíba do Sul - introdução de espécies exóticas de saguis, Callithrix jacchus e Callithrix penicillata, em sua área de ocorrência                                                 |
| Sagui-da-serra Callithrix flaviceps                  | Espírito Santo, Minas Gerais            | Minas Gerais (EN) Espírito Santo (EN)                | Em perigo              | Em perigo              | - distribuição geográfica restrita - intensa fragmentação e destruição da Mata Atlântica - introdução de espécies exóticas de saguis - isolamento entre as populações remanescentes                                                                                      |
| Caiarara ka'apor Cebus kaapori                       | Pará, Maranhão                          | Pará (CR)                                            | Criticamente em perigo | Criticamente em perigo | - distribuição geográfica restrita - crescente ocupação humana - destruição e fragmentação de habitat (garimpos, indústria madeireira, atividades agropecuárias) - caça                                                                                                  |
| Macaco-prego-de-crista Cebus robustus                | Minas Gerais, Bahia, Espírito Santo     | Espírito Santo (VU) Minas Gerais (EN)                | Vulnerável             | Em perigo              | - desmatamento e destruição de habitat - caça ("carne de caça") - captura vivo (comércio ilegal de animais silvestres) |
| Macaco-prego-do-peito-amarelo Cebus xanthosternos    | Minas Gerais, Bahia, Sergipe            | Minas Gerais (CR)                                    | Criticamente em perigo | Criticamente em perigo | - habitat altamente fragmentado (não existem áreas com mais de 20.000 ha) - populações pequenas e isoladas entre si - caça ("carne de caça") - captura vivo (comércio ilegal de animais silvestres)                                                                      |
| Mico-leão-de-cara-preta Leontopithecus caissara      | Paraná, São Paulo                       | Paraná (CR) São Paulo (CR)                           | Criticamente em perigo | Criticamente em perigo | - distribuição geográfica restrita - pequeno tamanho populacional (menos de 400 indivíduos) - destruição de habitat (turismo predatório, especulação imobiliária, e aumento de empreendimentos comerciais e imobiliários) - isolamento entre as populações remanescentes |
| Mico-leão-de-cara-dourada Leontopithecus chrysomelas | Bahia, Minas Gerais                     | Minas Gerais (CR)                                    | Em perigo              | Em perigo              | - intensa fragmentação e destruição do habitat (obtenção de lenha e carvão vegetal, criação de gado, corte seletivo) - captura vivo (comércio ilegal de animais silvestres)                                                                                              |
| Mico-leão-preto Leontopithecus chrysopygus           | São Paulo                               | São Paulo (EN)                                       | Criticamente em perigo | Em perigo              | - intensa fragmentação e destruição do habitat (reduzido a menos de 5%) - isolamento entre as populações remanescentes - pequeno tamanho populacional (cerca de 1000 indivíduos)                                                                                         |
| Mico-leão-dourado Leontopithecus rosalia             | Rio de Janeiro                          | Rio de Janeiro (EN)                                  | Em perigo              | Em perigo              | - intensa fragmentação e destruição do habitat - crescente urbanização em sua área de ocorrência - isolamento entre as populações remanescentes - pequeno tamanho populacional (cerca de 1000 indivíduos) - introdução de espécies exóticas de saguis                    |
| Soim-de-coleira Saguinus bicolor                     | Amazonas                                | Não consta                                           | Criticamente em perigo | Em perigo              | - distribuição geográfica restrita - crescente urbanização em sua área de ocorrência - provável competição com Saguinus midas - captura vivo (comércio ilegal de animais silvestres, mas menos frequente) - ataques por animais domésticos, perseguição e atropelamentos |
| Macaco-de-cheiro-de-cabeça-preta Saimiri vanzolinii  | Amazonas                                | Não consta                                           | Vulnerável             | Vulnerável             | - distribuição geográfica restrita - competição com Saimiri sciureus |

| Espécie                                     | Ocorrência                                          | Listas estaduais                                                         | Estado no MMA          | Estado na IUCN         | Ameaças |
| ------------------------------------------- | --------------------------------------------------- | ------------------------------------------------------------------------ | ---------------------- | ---------------------- | --- |
| Uacari-branco Cacajao calvus calvus         | Amazonas                                            | Não consta                                                               | Vulnerável             | Vulnerável             | - alteração do habitat (corte seletivo de madeira) - distribuição geográfica restrita |
| Uacari-de-novaes Cacajao calvus novaesi     | Amazonas                                            | Não consta                                                               | Vulnerável             | Vulnerável             | - alteração do habitat (corte seletivo de madeira com valor comercial em áreas de várzeas) - distribuição geográfica restrita |
| Uacari-vermelho Cacajao calvus rubicundus   | Amazonas                                            | Não consta                                                               | Vulnerável             | Vulnerável             | - alteração do habitat (corte seletivo de madeira com valor comercial em áreas de várzeas) - distribuição geográfica restrita |
| Guigó-da-caatinga Callicebus barbarabrownae | Bahia                                               | Não consta                                                               | Criticamente em perigo | Criticamente em perigo | - alteração e destruição do habitat (ciclos de queimadas, substituição por pastagens) - desmatamento (principalmente, devido à agricultura de subsistência) - crescente urbanização - não ocorre em nenhuma unidade de conservação                                                                  |
| Guigó-de-coimbra-filho Callicebus coimbrai  | Bahia, Sergipe                                      | Não consta                                                               | Criticamente em perigo | Em perigo              | - intensa fragmentação e destruição do habitat (monocultura de cana-de-açúcar e laranja, agricultura de subistência) - corte seletivo de madeira (produção de carvão, madeira de valor comercial, construção de casas) - caça (pouco frequente) - queimadas - não ocorre em unidades de conservação |
| Guigó Callicebus melanochir                 | Bahia, Espírito Santo, Minas Gerais                 | Minas Gerais (EN)                                                        | Vulnerável             | Vulnerável             | - destruição e alteração do habitat (queimadas, corte seletivo de madeira, monoculturas de Eucalyptus) - corte seletivo de madeira (produção de carvão, madeira de valor comercial, construção de casas) - caça ("carne de caça" e esportiva)                                                       |
| Guigó Callicebus personatus                 | Bahia, Espírito Santo, Minas Gerais, Rio de Janeiro | Minas Gerais (EN) Espírito Santo (VU) Rio de Janeiro (VU) São Paulo (VU) | Vulnerável             | Vulnerável             | - intensa fragmentação e destruição da Mata Atlântica (leste de Minas Gerais e norte do Espírito Santo) - isolamento entre as populações remanescentes - caça (pouco frequente) |
| Cuxiú-preto Chiropotes satanas              | Maranhão, Pará                                      | Pará (CR)                                                                | Em perigo              | Criticamente em perigo | - distribuição geográfica restrita em área de intensa ocupação humana - perda e fragmentação de habitat (indústria madeireira, agronegócio, construção da Usina Hidrelétrica de Tucuruí e da Transamazônica) - caça (menos frequente)                                                               |
| Cuxiú-de-uta-hick Chiropotes utahicki       | Mato Grosso, Pará                                   | Pará (VU)                                                                | Vulnerável             | Em perigo              | - perda de habitat (indústria madeireira, agronegócio, construção das usinas hidrelétricas de Tucuruí e de Belo Monte, da Transamazônica) - caça de subsistência - alteração de habitat (corte seletivo de madeira, principalmente da maçaranduba)                                                  |

## Espécies com dados deficientes ou regionalmente ameaçadas
Muitas espécies de primatas não foram consideradas pelo MMA por conta de desconhecimento sobre a abundância e ameaças da espécie. Isso não quer dizer, que elas não possam correr algum risco de extinção, e algumas são consideradas como "deficiente de dados", mas se enquadram em alguma categoria de ameaça pela IUCN. Ademais, todas as espécies que se encaixam nessa categoria são da região amazônica, que são espécies relativamente pouco estudadas, principalmente quando comparadas com as que ocorrem na Mata Atlântica.
| Espécie        | Nomes populares e científicos da espécie, incluindo imagem, se disponível                                |
| Bioma          | Biomas em que a espécie ocorre                                                                           |
| Família        | Família em que o táxon listado está incluído                                                             |
| Estado no MMA  | Estado de conservação da espécie, baseando-se no Livro Vermelho da Fauna Brasileira Ameaçada de Extinção |
| Estado na IUCN | Estado de conservação da espécie, baseando-se nos últimos dados da IUCN                                  |
| Ameaças (IUCN) | Principais ameaças segundo a Lista Vermelha da IUCN                                                      |

| Espécie                            | Família     | Bioma    | Estado no MMA     | Estado na IUCN    | Ameaças (IUCN) |
| ---------------------------------- | ----------- | -------- | ----------------- | ----------------- | --- |
| Alouatta seniculus amazonica       | Atelidae    | Amazônia | Dados deficientes | Não consta        | |
| Alouatta seniculus juara           | Atelidae    | Amazônia | Dados deficientes | Pouco preocupante | - caça ("carne de caça", mas é menos caçado que outros macacos de igual porte) - desmatamento e alteração de habitat (principalmente no Peru)                       |
| Alouatta seniculus seniculus       | Atelidae    | Amazônia | Dados deficientes | Pouco preocupante | - caça ("carne de caça", mas é menos caçado que outros macacos de igual porte)                                                                                      |
| Mico acariensis                    | Cebidae     | Amazônia | Dados deficientes | Dados deficientes | - espécie pouco conhecida, com pequena distribuição geográfica, mas isolada da ocupação humana - provavelmente usado como animal de estimação                       |
| Mico chrysoleucus                  | Cebidae     | Amazônia | Dados deficientes | Dados deficientes | - não existe informações a cerca de grandes ameaças à espécie - provavelmente capturado vivo como animal de estimação                                               |
| Sagui-de-santarém Mico humeralifer | Cebidae     | Amazônia | Dados deficientes | Dados deficientes | - ocorre próximo a regiões com expansão urbana - desmatamento (construção da Transamazônica) - provavelmente capturado vivo para ser usado como animal de estimação |
| Sagui-anão Mico humilis            | Cebidae     | Amazônia | Dados deficientes | Vulnerável        | - distribuição geográfica restrita - desmatamento (atividades agropecuárias)                                                                                        |
| Mico leucippe                      | Cebidae     | Amazônia | Dados deficientes | Vulnerável        | - destamatamento (monoculturas de soja, construção de rodovias) - provavelmente capturado vivo como animal de estimação                                             |
| Mico manicorensis                  | Cebidae     | Amazônia | Dados Deficientes | Pouco preocupante | - não existem grandes ameaças à espécie (é altamente adaptável à presença humana) - provavelmente é capturado vivo como animal de estimação                         |
| Mico marcai                        | Cebidae     | Amazônia | Dados Deficientes | Dados Deficientes | - não se conhece ameaças diretas à espécie |
| Mico saterei                       | Cebidae     | Amazônia | Dados deficientes | Pouco preocupante | - não existem grandes ameaças (adaptável a ambientes perturbados pelo homem) - provavelmente é capturado vivo como animal de estimação                              |
| Mico nigriceps                     | Cebidae     | Amazônia | Dados deficientes | Dados deficientes | - destruição e alteração do habitat (construção de rodovias, pecuária) - captura vivo como animal de estimação (eventual)                                           |
| Saguinus imperator imperator       | Cebidae     | Amazônia | Dados deficientes | Pouco preocupante | - não existem ameaças à espécie (é amplamente distribuída e comum) apesar de existir uma tendência em diminuir as populações                                        |
| Saguinus fuscicollis cruzlimai     | Cebidae     | Amazônia | Dados deficientes | Pouco preocupante | - não é bem conhecido o estado de conservação da espécie, entretanto não existem grandes ameaças                                                                    |
| Caiarara Cebus albifrons cuscinus  | Cebidae     | Amazônia | Dados deficientes | Quase ameaçada    | - desmatamento e alteração do habitat - caça |
| Cacajao calvus ucayalii            | Pitheciidae | Amazônia | Dados deficientes | Vulnerável        | - caça (menos frequente) - perda de habitat |

### Espécies citadas em listas estaduais e ausentes na lista nacional
Outras espécies de primatas não foram consideradas como ameaçadas em âmbito nacional, mas constam em listas de espécies ameaçadas estaduais. É importante que cada Estado realize sua compilação de espécies em perigo, pois evita generalizações decorrentes da ausência da espécie na lista nacional. Apenas quatro espécies foram consideradas como ameaçadas nas listas estaduais disponíveis no ano de 2003 e ausentes da lista nacional, mas as listas dos estados de São Paulo e Minas Gerais foram atualizadas. O estado de conservação de Alouatta guariba clamitans (uma subespécie do bugio-ruivo), do bugio-preto (Alouatta caraya) e do mico-estrela (Callithrix penicillata) mudaram para o estado de São Paulo: A. g. clamitans e C. penicillata foram retirados da atual lista paulista. Nesta mesma lista, Callicebus nigrifrons e Cebus nigritus são citados como espécies "quase ameaçadas", e Cebus libidinosus como "dados deficientes". Na lista de Minas Gerais, o estado de conservação de Callithrix kuhlii também mudou. Nem todos os estados brasileiros possuem listas oficiais de espécies ameaçadas e somente os estados de Minas Gerais, Espírito Santo, Rio de Janeiro, Pará, Paraná, Rio Grande do Sul e São Paulo possuem listas do tipo.
| Espécie          | Nomes populares e científicos da espécie, incluindo imagem, se disponível                                                     |
| Família          | Família em que o táxon listado está incluído                                                                                  |
| Bioma            | Biomas em que a espécie ocorre                                                                                                |
| Listas estaduais | Listas estaduais que incluem a espécie como ameaçada, de acordo com o Livro Vermelho da Fauna Brasileira Ameaçada de Extinção |
| Estado na IUCN   | Estado de conservação da espécie, baseando-se nos últimos dados da IUCN                                                       |
| Ameaças (IUCN)   | Principais ameaças segundo a Lista Vermelha da IUCN                                                                           |

| Espécie                                | Família  | Biomas                                    | Listas estaduais                                        | Estado na IUCN    | Ameaças (IUCN) |
| -------------------------------------- | -------- | ----------------------------------------- | ------------------------------------------------------- | ----------------- | --- |
| Bugio-preto Alouatta caraya            | Atelidae | Cerrado, Pantanal, Mata Atlântica, Pampas | Rio Grande do Sul (VU) São Paulo (VU) Paraná (EN)       | Pouco preocupante | - desmatamento e fragmentação de habitat (monoculturas de soja no Cerrado) - caça ("carne de caça", pouco frequente) - no estado de São Paulo encontra-se restrito a pequenos fragmentos de Cerrado                     |
| Bugio-ruivo Alouatta guariba clamitans | Atelidae | Mata Atlântica                            | Rio Grande do Sul (VU) São Paulo (VU) Minas Gerais (VU) | Pouco preocupante | - habitat região altamente fragmentada (Mata Atlântica) mas ainda é amplamente distribuída e ocorre em diversas unidades de conservação                                                                                 |
| Sagui-de-wied Callithrix kuhlii        | Cebidae  | Mata Atlântica                            | Minas Gerais (EN)                                       | Quase ameaçada    | - perda e fragmentação de habitat (habita regiões da Mata Atlântica com histórico de desmatamento), principalmente no limite oeste da distribuição geográfica - captura vivo (comércio ilegal de animais de silvestres) |
| Mico-estrela Callithrix penicillata    | Cebidae  | Mata Atlântica, Cerrado                   | São Paulo (VU)                                          | Pouco preocupante | - espécie amplamente distribuída e adaptável, mas se extinguiu em algumas localidades - introduzida em diversos outros locais (Santa Catarina, Espírito Santo, Rio de Janeiro, Paraná) e compete com espécies nativas   |

## História da lista
A primeira lista de espécies ameaçadas do Brasil foi criada pelo antigo Instituto Brasileiro de Desenvolvimento Florestal (IBDF), tornada oficial pela portaria 303 de 25 de maio de 1968, e listava cerca de 17 espécies de mamíferos somente. Se baseou apenas na publicação de João Cândido Melo Carvalho. Em 1973, foi criada uma segunda lista pelo IBDF, que vigorou por 16 anos e contava com apenas 29 espécies de mamíferos. A primeira lista do atual IBAMA (1989) foi divulgada em 1990 no Livro Vermelho:Fauna Brasileira Ameaçada de Extinção, e foi tornada oficial pela Portaria 1522 de 22 de dezembro de 1984. Foi criada pela Sociedade Brasileira de Zoologia e teve a colaboração de cerca de 22 pesquisadores. Os critérios utilizados para definir as categorias de ameaça das espécies foram os da IUCN de 1988. Contava com cerca de 66 espécies de mamíferos, sendo 27, de primatas. A última lista foi elaborada em 2003 pela Fundação Biodiversitas, e se tornou oficial por meio da Instrução Normativa nº 03 e 05 do Ministério do Meio Ambiente. Contou com cerca de 227 pesquisadores na elaboração e utilizou os critérios da IUCN de 2001, versão 3.1. Foi divulgada pelo Livro Vermelho: Lista da Fauna Brasileira Ameaçada de Extinção, de 2005.
Na lista do IBAMA, de 1989, os autores consideraram a existência de apenas duas famílias, Cebidae e Callitrichidae, como a maior parte do século XX considerou a parvordem Platyrrhini. Atualmente, considera-se a existência de pelo menos quatro famílias, com algumas classificações considerando a existência de cinco, se considerar os Callitrichidae como uma família separada de Cebidae. A revisão da lista de 2003 foi realizada e divulgada no Livro Vermelho da Fauna Brasileira Ameaçada de Extinção, de 2008, e considera a classificação de Groves (2005), e por isso conta com cerca de três famílias contendo espécies ameaçadas. Também conta com cerca de 26 espécies, e foram retiradas 11 espécies da lista antiga, e incluídas outras 10: isso se deve não somente em mudanças taxonômicas e a descobertas de novas espécies, mas também a um aumento no conhecimento sobre a biologia e ecologia de várias espécies. Esse tipo de conhecimento não serviu somente para incluir algumas espécies, mas também, para retirar outras, visto que foram descobertas novas populações e a área de distribuição geográfica foi aumentada, reduzindo, portanto, o grau de ameaça. Isso se aplica a uma espécie de macaco-prego (Cebus nigritus), de guigó (Callicebus nigrifrons) e uma subespécie de bugio-ruivo (Alouatta guariba clamitans). Além disso, foi seguido com maior rigor os critérios da IUCN para incluir uma espécie como ameaçada.
|            | Atelidae | Cebidae | Pitheciidae |
| ---------- | --- | --- | --- |
| IBDF 1968  | - Brachyteles arachnoides | - Callimico goeldii - Leontopithecus chrysomelas - Leontopithecus chrysopygus - Leontopithecus rosalia | - Cacajao calvus - Cacajao melanocephalus - Chiropotes albinasus |
| IBDF 1973  | - Brachyteles arachnoides | - Callimico goeldii - Leontopithecus chrysomelas - Leontopithecus chrysopygus - Leontopithecus rosalia | - Cacajao calvus - Cacajao melanocephalus - Chiropotes albinasus |
| IBAMA 1989 | - Alouatta belzebul belzebul - Alouatta fusca - Ateles belzebuth - Ateles paniscus - Brachyteles arachnoides - Lagothrix lagotricha               | - Callimico goeldii - Callithrix argentata leucippe - Callithrix aurita - Callithrix flaviceps - Callithrix humeralifera - Cebus apella xanthosternos - Leontopithecus chrysomelas - Leontopithecus chrysopygus - Leontopithecus rosalia - Saguinus bicolor - Saguinus imperator - Saimiri vanzolinii | - Cacajao calvus - Cacajao melanocephalus - Callicebus personatus - Chiropotes albinasus - Chiropotes satanas utahicki - Chiropotes satanas satanas - Pithecia albicans                                                   |
| MMA 2003   | - Alouatta belzebul ululata - Alouatta guariba guariba - Ateles belzebuth - Ateles marginatus - Brachyteles arachnoides - Brachyteles hypoxanthus | - Callithrix aurita - Callithrix flaviceps - Cebus kaapori - Cebus robustus - Cebus xanthosternos - Leontopithecus caissara - Leontopithecus chrysomelas - Leontopithecus chrysopygus - Leontopithecus rosalia - Saguinus bicolor - Saimiri vanzolinii                                                | - Cacajao calvus calvus - Cacajao calvus novaesi - Cacajao calvus rubincudus - Callicebus barbarabrownae - Callicebus coimbrai - Callicebus melanochir - Callicebus personatus - Chiropotes satanas - Chiropotes utahicki |